# Sphenocoelus
Sphenocoelus és un gènere extint de mamífers perissodàctils de la família dels brontotèrids que visqueren a Nord-amèrica durant l'Eocè, fa entre 39,7 i 46,2 milions d'anys. Se n'han trobat restes fòssils a Colorado, Utah i Wyoming (Estats Units). Eren brontotèrids de mida mitjana que mancaven de banyes. Tenien el crani marcadament dolicocefàlic. Eren més grossos que els seus parents propers del gènere Mesatirhinus. El gènere fou descrit a partir de la part posterior d'un crani. El nom genèric Sphenocoelus significa ‘tascó buit’.